# Ondřej Štěpánek
Ondřej Štěpánek (n. 28 noiembrie 1979, Brandýs nad Labem-Stará Boleslav, Boemia Centrală, Cehia) este un canoist ce a reprezentat Cehia, medaliat olimpic. A participat la 4 ediții ale Jocurilor Olimpice (2000, 2004, 2008, 2012) în care a câștigat o medalie de argint și o medalie de bronz.